# كوارتو
كوارتو (بالإيطالية: Quarto)‏، مدينة إيطالية في مقاطعة نابولي ضمن إقليم كامبانيا، وتقع على بعد حوالي 11 كلم شمال غرب مدينة نابولي يبلغ عدد سكانها 38،573 ومساحة 14.2 كم ².
لكوارتو حدود مع البلديات التالية : جوليانو إن كامبانيا، مارانو دي نابولي، نابولي، بوتسوولي، فيلاريكا.

## السكان
في سنة 1861 بلغ عدد السكان 1٬568 نسمة، وتطور العدد ليصل في سنة 2011 لـ 39٬221 نسمة.
يظهر هذا المخطط البياني تطور النمو السكاني لـ كوارتو